# Piškera
Piškera je nenaseljeni otok u hrvatskom dijelu Jadranskog mora. Nalazi se u kornatskom arhipelagu.
Njegova površina iznosi 2,66 km². Dužina obalne crte iznosi 10,646 km. Najviši vrh visok je 127 mnm.